# Ігнатюк Мирослав Віталійович
Мирослав Віталійович Ігнатюк (нар. 2 лютого 1957) — український спортивний стрілець. Він брав участь у літніх Олімпійських іграх у 1992 та 1996 роках. У 1992 році він посів шосте місце у дисципліні 25 метрів швидкострільний пістолет серед чоловіків, а в 1996 році посів дев'яте місце у дисципліні 25 метрів швидкострільний пістолет серед чоловіків.